# Montalto Ligure
Montalto Ligure là một đô thị ở tỉnh Imperia trong vùng Liguria, tọa lạc khoảng 100 km về phía tây nam của Genoa và khoảng 15 km về phía tây của Imperia. Tại thời điểm ngày 31 tháng 12 năm 2004, đô thị này có dân số 364 người và diện tích là 13,9 km².
Montalto Ligure giáp các đô thị sau: Badalucco, Carpasio, Dolcedo, Molini di Triora, và Prelà.